# 尾綜骨

鴿子骨架，尾綜骨的編號為17

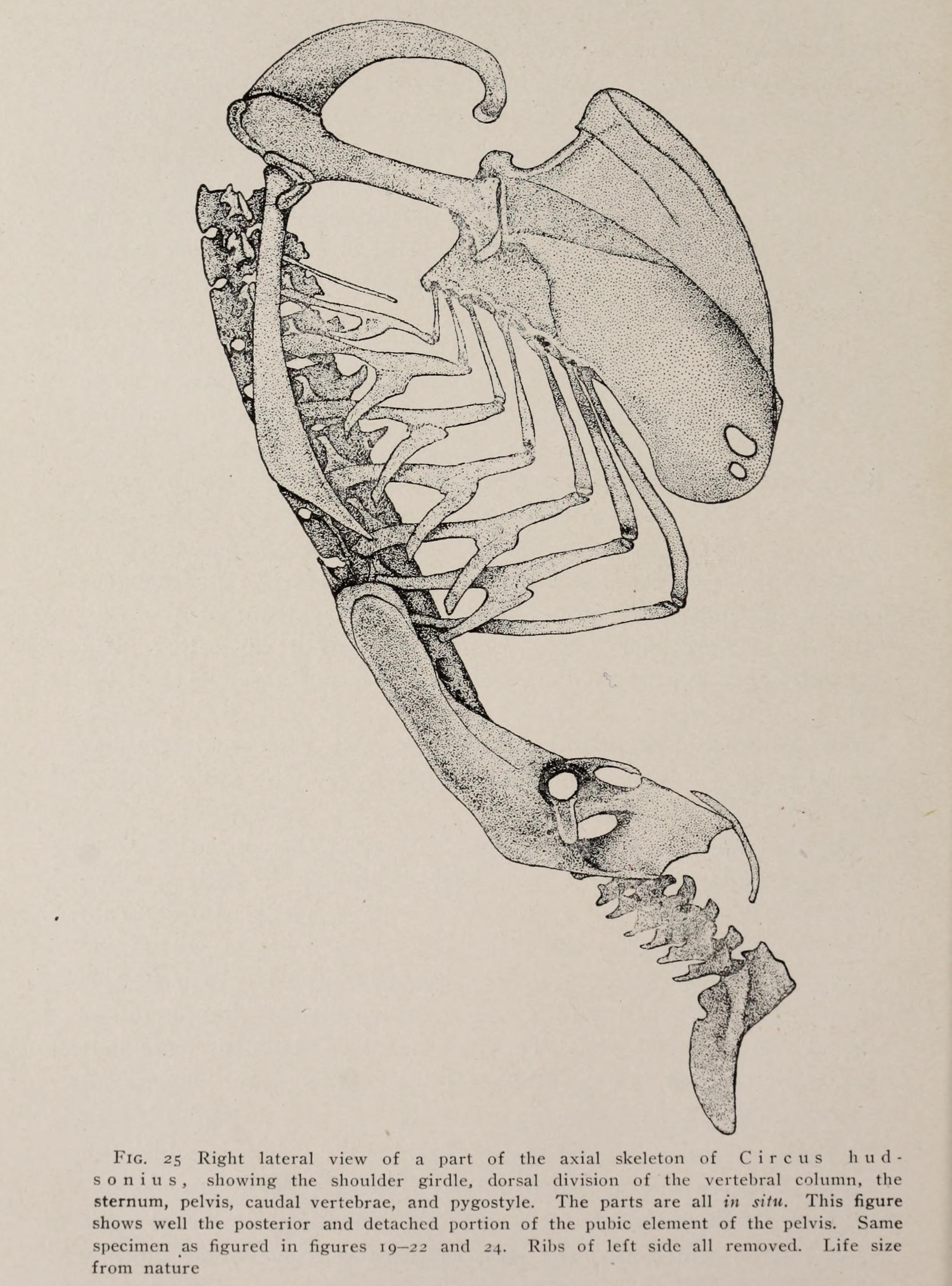
北方澤鵟的軀幹骨骼圖繪（腹面朝右），脊柱末端的鐮刀形骨骼即為尾綜骨

尾綜骨（英語：pygostyle）是鳥類部分尾椎癒而形成的結構，它用於支撐尾部羽毛和肌肉。尾綜骨是尾臀（英語：uropygium）的主要組成部分，這一隆起可以在被烹飪的鳥類的後面清晰看見（如雞和火雞）

## 進化
在1億5000萬年的侏罗纪晚期，這一結構就開始演化。已知最早具有該結構的物種是八闽鸟。這種結構具有進化優勢，因為在始祖鳥等物種中發現的完全可移動的尾翼不利於其控制飛行。 現代鳥類在其胚胎狀態下仍會發育較長的尾椎骨，後來融合形成尾綜骨。
尾綜骨有兩種主要類型：第一種見於八闽鸟、孔子鳥、反鳥類和其他中生代鳥類，以及像竊蛋龍科的天青石龍，牠們的尾綜骨長而呈桿狀或匕首狀。 具有這種尾綜骨的恐龍均未顯示出發達的舵羽。這些動物的尾羽由柔軟的絨毛組成，有時由2至4個中央“飄帶”組成，例如在孔子鳥的一些標本或副原羽鳥中發現的那樣。
相比之下，尾綜骨在陸地天青石龍中的功能尚不清楚。但是，值得注意的是，它的年長親戚尾羽龍沒有尾羽，而具有對稱的羽毛，這些羽毛可能用於社交場合。也許這樣的裝飾品在近頜龍超科及其親緣物種中很普遍，竊蛋龍科的動物最終進化出了尾綜骨來支撐它們。 
另一種尾綜骨類型是犁頭形的。 它在扇尾類（鳥類及其近親）中發現，幾乎在所有飛行物種中都與操縱中使用的一系列發達的舵羽。 它們的中央直接與尾綜骨相連，就像在孔子鳥中一樣。 扇尾類的其他骨架被固定在適當的位置，並通過稱為舵羽球（拉丁語：bulbi rectricium）的結構移動。 已知最古老具有這種方式的物種是高冠紅山鳥 （Hongshanornis longicresta）。